# レイモンド (トリケラトプス)

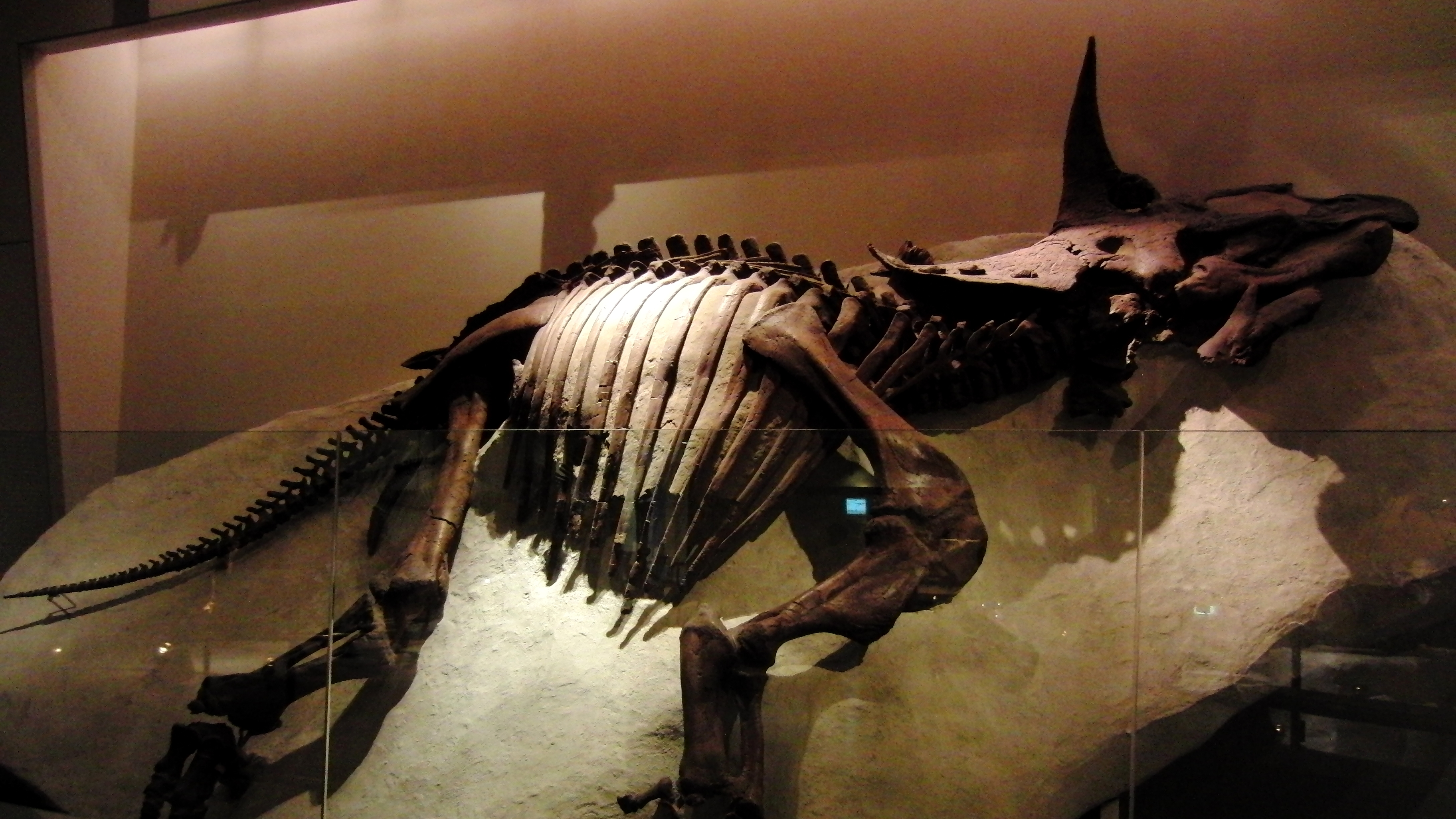
国立科学博物館に展示されたレイモンド

レイモンド（Raymond、標本番号：NSM PV 20379）は、トリケラトプスの標本。1994年にアメリカ合衆国ノースダコタ州から回収された。実骨標本は日本の国立科学博物館に展示されている。左半身は風化していて右半身のみ保存されているが、保存度は高く、その関節した右前肢はトリケラトプスの姿勢の復元にヒントを与えた。

## 発見
右側に倒れた状態のトリケラトプスの化石がW. Garstkaにより発見されたのは1933年のことであった。化石はアメリカ合衆国ノースダコタ州ボウマン郡のW. Swankeの私有地にて、上部白亜系のヘルクリーク累層の露頭から産出した。発見地は北緯46度16分西経103度51分、マーマースの町から南西に約6.5キロメートル地点に位置した。地層は砂で構成され、自生する植物の根が多く含まれていた。発見された化石は翌年に回収された。

## 特徴
レイモンドはブラックヒルズ地質学研究所によるとトリケラトプス属の模式種であるトリケラトプス・ホリドゥスの標本であるが、藤原慎一は Triceratops sp. としている。左半身は風化していて、かつ尾も失われているが、トリケラトプスの標本としては骨が良く揃っている部類であり、むしろ保存度はトップレベルである。トリケラトプスが記載されてから2007年までの約130年間で100を超えるトリケラトプスの頭骨が収集されてきたが、レイモンドのように体骨格の残っている標本は少ない。
全長は6.2メートル、前肢の指先から眼窩上の角の先端までの高さは2.8メートル。左半身と尾以外にも胸骨と頭骨の一部が侵食を受けていたが、右半身が死後にスカベンジャーにより漁られた痕跡はなく、また椎骨は骨盤まで完全に関節している。仙椎よりも前方の椎骨は頸椎の根元を除いて真っ直ぐであり、また頸椎の根元では広がりを見せている。尾側から見ると、椎骨は後方に向かって時計回りに捻じれている。胸部から仙骨までは骨化した腱が保存されている。骨盤や肋骨など左半身の分断された破片は、生存時の位置よりも背側で保存されている。
レイモンドは右半身のみが風化を免れて保存されており、特に右前肢が関節している点が重要である。このようなケラトプス科恐竜の標本は、2008年までには他にアンキケラトプス（CMN 8547）しか発見されていない。骨要素の揃ったレイモンドの右前肢では、中手骨の列が近位から見てL字型に配列すること、前腕骨（尺骨と橈骨）の遠位端が関節すること、肘関節の回転面と平行な第2指が隣接する第1指と第3指で補強され、これら3本の内趾が橈骨の広関節面に関節していることが確認できる。強固な第2指がこのように配置されていることから、レイモンドの前肢は肘関節の伸展に起因する強力なストロークに適した姿勢、すなわち、甲を外側に向けて第2指で体重を支えた直立体勢であったことが示唆されている。要するにレイモンドは、長らく議論されていたトリケラトプスの姿勢問題に解決の糸口をもたらしたのである。

## 展示
実骨標本（ただし尾は型による復元）は日本の東京都台東区上野公園に位置する国立科学博物館に展示されている。レイモンドの骨格は関節しているため、床や壁に立て掛けての展示に適しており、国立科学博物館でもそのように展示されている。なお、レイモンドの真上にはスティラコサウルス（幼体）、パキリノサウルス、アンキケラトプス、カスモサウルスの頭骨が展示されている。